# Chloris filiformis
Chloris filiformis là một loài thực vật có hoa trong họ Hòa thảo. Loài này được (Vahl) Poir. mô tả khoa học đầu tiên năm 1811.